# Johannes Fallati

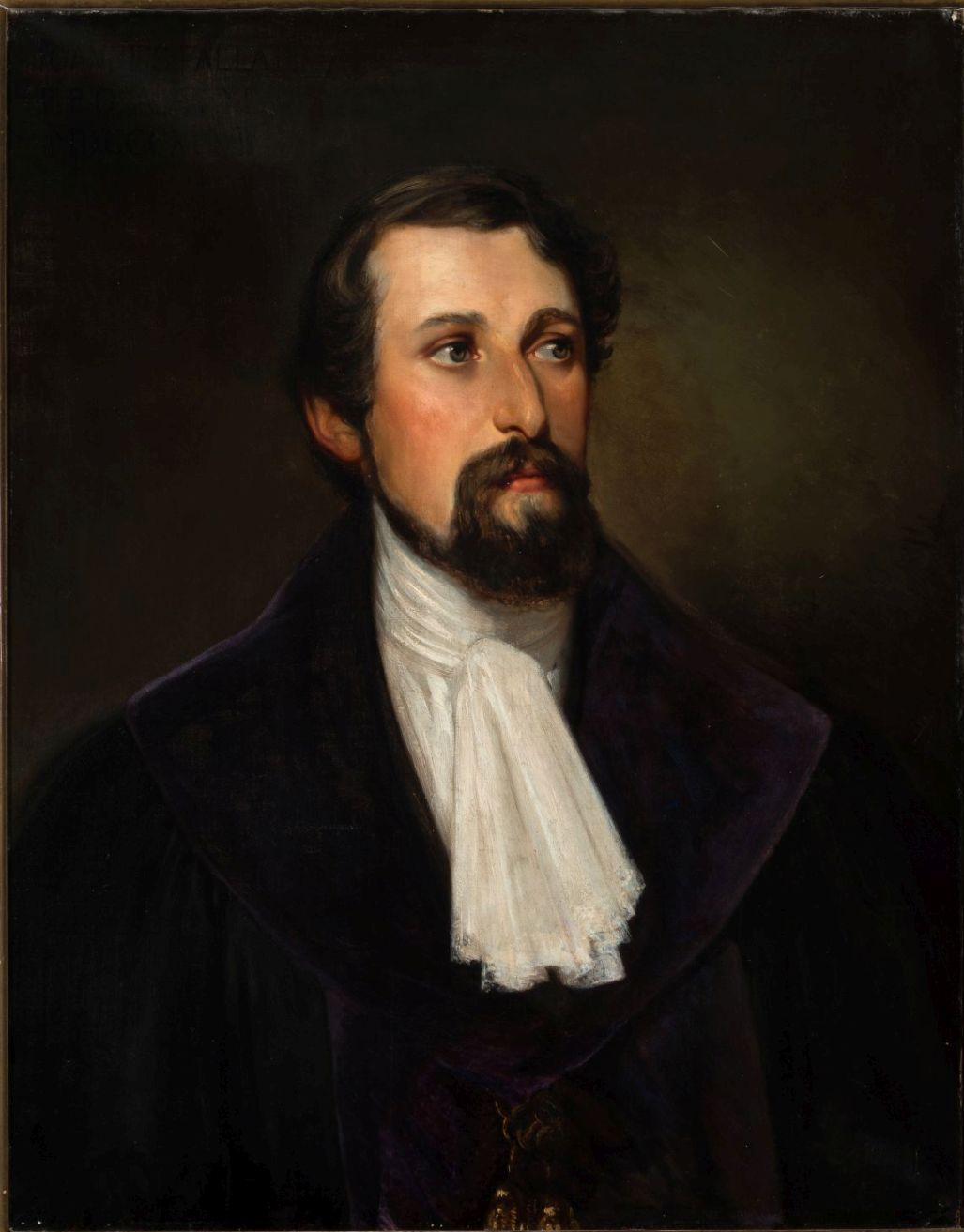
Bildnis des Johannes Fallati aus der Sammlung der Tübinger Professorengalerie

Johannes Baptista Fallati (* 15. März 1809 in Hamburg; † 5. Oktober 1855 in Den Haag) war deutscher Nationalökonom und Professor für Politische Geschichte und Statistik der Universität Tübingen.

## Leben
Fallati studierte Rechtswissenschaft an den Universitäten Tübingen und Heidelberg. Nach Beendigung seines Studiums bekam er eine Anstellung bei der Staatsverwaltung des Königreichs Württemberg. 1837 kehrte er als Privatdozent an die Universität Tübingen zurück. Fünf Jahre später avancierte er dort zum ordentlichen Professor der Geschichte und Statistik.
Im Jahre 1848 erhielt er von den Wählern des Oberamts Münsingen ein Mandat für die Zweite Kammer der Württembergischen Landstände. Er nahm jedoch an keiner Sitzung teil und legte das Mandat noch im selben Jahr nieder, da er im Wahlkreis Herrenberg – Horb – Nagold in die Frankfurter Nationalversammlung gewählt worden war. Dort gehörte er dem gemäßigten linken Zentrum an. Im August 1848 wurde Fallati als Unterstaatssekretär ins Reichsministerium für Handel im Kabinett Leiningen berufen.
Trotz der politisch unsicheren Zeiten während der Deutschen Revolution war Fallati 1848 maßgeblich am Zustandekommen des Reformkongresses deutscher Universitäten an der Universität Jena beteiligt. Da er selbst zur selben Zeit in den Landtag Württembergs und als Vertreter in die Frankfurter Nationalversammlung gewählt wurde, war es ihm nicht möglich, diesen Kongress auch persönlich zu besuchen.
Am 16. Dezember 1848 schloss sich Fallati dem Rücktritt des Präsidenten Heinrich von Gagern an und mit Wirkung vom 24. Mai 1849 legte er auch sein Mandat als Abgeordneter der Nationalversammlung nieder. Politisch weiter engagiert, beteiligte er sich auch an der Gothaer Zusammenkunft sowie an den späteren Bestrebungen seiner Partei für die Union in Württemberg.
Später kehrte Fallati als Professor nach Tübingen zurück und erhielt dort 1850 noch zusätzlich eine Anstellung als Oberbibliothekar an der Universität. Er starb während einer Reise nach Amsterdam im Alter von 46 Jahren am 5. Oktober 1855 in Den Haag.
Sein Bruder war der Arzt Karl Nicolaus Fallati (1803–1868), der lange Zeit in Wildbad (Schwarzwald) praktizierte.

## Werke (Auswahl)
- Die Makame von El Buting. In freier Nachbildung nach dem Arabischen des Sulemi Ben Abdallatiph Ebu Jahiah, 1831.
- Über Begriff und Wesen des römischen Omen und über dessen Beziehung zum Römischen Privatrechte, 1836
- Die statistischen Vereine der Engländer. Tübingen 1840.
- Über die sogenannte materielle Tendenz der Gegenwart eine akademische Rede, gehalten in der Aula zu Tübingen, den 1. September 1842
- Einleitung in die Wissenschaft der Statistik. Tübingen 1843.
- Übersichtliche Geschichte der Entstehung des großen deutschen Zollvereins, 1843
- Das Vereinswesen als Mittel zur Sittigung der Fabrikarbeiter, 1844
- Adresse an die hohe Ständeversammlung, 1848
- Schreiben des Landtagsabgeordneten für Münsingen, Professor Fallati aus Tübingen über seinen Rücktritt aus der zweiten Kammer der württembergischen Stände, 1848
- Die Aufstellung der Königlichen Universitätsbibliothek in Tübingen, 1850
- Die Einrichtung der administrativen Statistik in Norwegen, 1852
- Geschichte der Juden in Württemberg in ihrem Verhältniß zum Staat bis 1806, 1852
- Zur Statistik des Flächenraums und der Volkszahl von Britisch-Indien, 1852
- Der statistische Congress in Brüssel vom 19. bis 22. September 1853
- Aufsätze in der Zeitschrift für die gesamte Staatswissenschaft.